# Емшанов, Александр Иванович
Алекса́ндр Ива́нович Емша́нов (13 [25] августа 1891, станция Европейская Крестовоздвиженской волости Пермской губернии — 1937, Москва) — советский хозяйственный  и государственный деятель.

## Биография
Из семьи рабочего-путейца. Окончил 2-х классное железнодорожное училище, экстерном сдав экзамены за 8 классов гимназии, поступил на физико-математическое отделение Пермского университета, где окончил 1 курс.
В 1905 г. начал работать телеграфистом на станции Пермь II. В марте 1917 года — председатель Главного дорожного комитета профсоюзов Пермской железной дороги, в том же году вступил в РКП(б).
В 1918—1920 гг. работал начальником Пермской железной дороги. В 1920—1921 гг. — нарком путей сообщения, в 1921—1922 — заместитель наркома путей сообщения РСФСР. В 1923 г. был направлен в Германию для изучения новых достижений в области железнодорожного строительства.
В 1924 году возвратился в СССР и вновь начал руководить Пермской железной дорогой. В 1926 году был назначен управляющим КВЖД, а после конфликта с Китаем переведён на должность начальника железной дороги Москва — Донбасс. В Харбине жил на широкую ногу — занимал особняк площадью более 452 м², перед отъездом в Москву купил и вывез из Китая автомобиль «Мерседес-бенц» из гаража КВЖД. В честь его станция Бисер Горнозаводской железной дороги была переименована 11 февраля 1924 г. в станцию Емшаново.
7 сентября 1936 года снят как не справлявшийся со своими обязанностями с должности начальника дороги и отправлен в резерв Наркомата путей сообщения СССР.
Арестован 14 января 1937 года, осуждён Военной коллегией Верховного суда СССР. Приговорён к расстрелу 25 ноября 1937 года, приговор приведён в исполнение 26 ноября 1937 года. Реабилитирован 11 апреля 1956 года, определением Военной коллегии Верховного суда СССР.

## Личная жизнь
Жена — Антонина Михайловна (1893 года рождения), после ареста мужа была осуждена на 8 лет исправительно-трудовых лагерей как член семьи изменника Родины. Дети — Александр (1918 года рождения) и Лев (1924 года рождения).